# 咸鏡南道
咸鏡南道（ハムギョンナムド）は、朝鮮民主主義人民共和国（北朝鮮）北東部に位置する行政区。

## 地理
南には江原道と日本海（朝鮮東海）、西には平安南道、北西には慈江道、北東には両江道と、東には咸鏡北道と接している。
摩天嶺山脈、赴戦嶺山脈、蓋馬高原などの高い山々がそびえ立っており、原始林も多い。水産資源も豊富で、新浦市などでは漁業が盛ん。咸鏡南道側の蓋馬高原には、日本統治時代、鴨緑江の支流を堰き止めて建設された長津湖、赴戦湖というダム湖があり、水力発電を行っている。端川市のマグネサイトなどの地下資源も豊富で、日本海沿いには化学工業や機械工業が中心の工業地帯が形成されている。

## 歴史
古代には高句麗・渤海国の領域で、その後女真族と高麗王朝との間で抗争が行われた。李氏朝鮮の建国者・李成桂の出身地である永興がある。朝鮮王朝時代には朝鮮八道の咸鏡道が置かれた。
1896年に咸鏡道が南北に分割され、咸鏡南道という行政単位が形成され、韓国併合後もその枠組が用いられた。当時の咸鏡南道は、現在の元山市周辺や両江道の一部を含んでいた。1930年代以降、日窒コンツェルンは高原地帯に水力発電用ダムを建設し、その豊富な電力を基に咸興・興南を中心に化学工業などの重工業が発達した。
日本の敗戦を経て北朝鮮の領域に入った。朝鮮戦争では空爆を受け都市部は破壊されたが、戦後旧ソ連・東欧諸国の援助もあり復興した。
2020年に引き続き2021年8月1日にも集中豪雨による災害が発生。河川の堤防が決壊し、住宅1,000戸以上が破壊、浸水する被害となった。

## 咸鏡南道の自治体

### 市部
- 咸興市 - 함흥시【咸興市】Hamhŭng-si （ハムン=シ、咸鏡南道道都）
  - 興南区域 - 흥남구역【興南區域】Hŭngnam-guyŏk （フンナム=グヨク）
- 新浦市 - 신포시【新浦市】Sinpho-si （シンポ=シ）
- 端川市 - 단천시【端川市】Tanchŏn-si （タンチョン=シ）

### 郡部
- 咸州郡 - 함주군【咸州郡】Hamju-gun （ハムジュ=グン）
- 楽園郡 - 락원군【樂園郡】Rakwŏn-gun （ラグォン=グン）
- 定平郡 - 정평군【定平郡】Jŏngphyŏng-gun （チョンピョン=グン）
- 金野郡 - 금야군【金野郡】Kŭmya-gun （クミャ=グン）
- 高原郡 - 고원군【高原郡】Kowŏn-gun （コウォン=グン）
- 耀徳郡 - 요덕군【耀德郡】Yotŏk-gun （ヨドク=グン）
- 長津郡 - 장진군【長津郡】Jangjin-gun （チャンジン=グン）
- 赴戦郡 - 부전군【赴戰郡】Pujŏn-gun （プジョン=グン）
- 栄光郡 - 영광군【榮光郡】Yŏngkwang-gun （ヨングァン=グン）
- 新興郡 - 신흥군【新興郡】Sinhŭng-gun （シヌン=グン）
- 洪原郡 - 홍원군【洪原郡】Hongwŏn-gun （ホンウォン=グン）
- 北青郡 - 북청군【北靑郡】Pukchŏng-gun （プクチョン=グン）
- 徳城郡 - 덕성군【德城郡】Tŏksŏng-gun （トクソン=グン）
- 利原郡 - 리원군【利原郡】Riwŏn-gun （リウォン=グン）
- 虚川郡 - 허천군【虛川郡】Hŏchŏn-gun （ホチョン=グン）
- 水洞郡 - 수동군【水洞郡】Sutong-gun （スドン=グン）

### 地区部
- 琴湖地区 - 금호지구【琴湖地區】Kŭmho-jigu （クモ=ジグ）